# Refika Birgül
 (novembre 2023).
 (novembre 2023).
Refika Birgül, née le 19 mai 1980 à Istanbul, est une écrivaine culinaire et présentatrice d'émissions télévisées. Elle est à la fois la journaliste culinaire de Refika’nın Mutfağı (La cuisine de Refika) pour le journal turc Hürriyet Daily News, et la présentatrice de l'émission Mucize Lezzetler (Miracles cuilinaires). Elle est à l'origine de deux chaînes YouTube de cuisine, une en turc, l'autre en anglais.
En 2010, elle publie son premier livre de cuisine bilingue, Refika’nın Mutfağı/Cooking New Istanbul Style.

## Biographie
Refika Birgül naît à Istanbul dans une grande famille composée majoritairement de professionnels de santé. Sa mère est une chypriote turc et son père est originaire de Nevşehir. Elle est diagnostiquée dyslexique lorsqu'elle est jeune ; cependant, elle démontre des talents pour additionner de larges sommes dans sa tête, l'amenant à développer une passion pour les mathématiques[réf. nécessaire]. Elle est également passionnée de photographie en noir et blanc[réf. nécessaire].
Birgül complète ses études de premier cycle à Robert College puis étudie la psychologie à l'université Koç, ainsi que des études de direction à la London Business School[réf. nécessaire].